# Patrik Svensson (professor)
Patrik Svensson, född i Sollefteå 23 november 1970, är sedan den 1 oktober 2012 professor i humaniora och informationsteknik vid Umeå universitet.
Patrik Svensson disputerade 1998 i engelsk språkvetenskap med avhandlingen Number and countability in English nouns : an embodied model. 2003 tilldelades han Skytteanska Samfundets pris till yngre forskare vid Umeå universitet
Patrik Svensson har bland annat studerat det framväxande forskningsfältet Digital humaniora, digital infrastrukturs betydelse för humanistisk forskning och hur digitala verktyg kan användas i språkundervisning.
Mellan 2001 och 30 juni 2014 var Patrik Svensson föreståndare för Humlab, Umeå Universitet. HUMlab är en enhet vid Umeå universitet som bedriver forskning, undervisning och experimentell verksamhet om humaniora och digital teknik.